# Acronicta lepusculina
Acronicta lepusculina là một loài bướm đêm trong họ Noctuidae.

## Hình ảnh

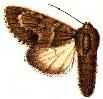
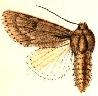
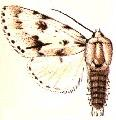
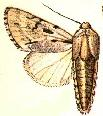